# アルフレド・パラシオ
ルイス・アルフレド・パラシオ・ゴンサレス（スペイン語: Luis Alfredo Palacio González、1939年1月22日 - 2025年5月22日）は、エクアドルの政治家、心臓医学者、医師。大統領、副大統領などを歴任した。

## 略歴
グアヤキル出身。グアヤキルと、アメリカ合衆国のオハイオ州クリーブランドにあるケース・ウェスタン・リザーブ大学、ミズーリ州セントルイスで心臓医学を学んだのち、グアヤキル大学医学部で心臓医学や公衆衛生を教えた。
2002年の大統領選でルシオ・グティエレスから副大統領候補に指名され、当選したことにより2003年1月15日に副大統領に就任。2005年4月20日にグティエレスが政治危機により失脚すると副大統領のパラシオが大統領に昇格し、混乱の只中にある国政を担うこととなった。経済相には経済学者であるラファエル・コレアを起用したが次第にパラシオと左派であるコレアの路線対立が鮮明化し、ほどなくしてコレアは辞任せざるを得なくなった。2006年の大統領選挙でコレアが当選し、2007年1月15日に就任したことでパラシオは大統領を退任した。
2025年5月22日に死去。86歳没。